# Рабак (Башкортостан)
Рабак (баш. Рабак) — село в Янаульском районе Республики Башкортостан Российской Федерации. Входит в состав Сандугачевского сельсовета.

## География

### Географическое положение
Расположено на речке Рабаковка, неподалёку от границы с Пермским краем. Расстояние до:
- районного центра (Янаул): 25 км,
- центра сельсовета (Сандугач): 7 км,
- ближайшей ж/д станции (Янаул): 25 км.

Неподалёку находится железнодорожная станция Рабак.

## История
Деревня основана по договору 1673 года о припуске (по другим данным, в 1684 году) ясачными марийцами, перешедшими впоследствии в сословие тептярей, на вотчинных землях башкир Уранской волости Осинской дороги.
В 1748 году здесь проживало 79 душ ясачных марийцев мужского пола, в 1816 году — 140 тептярей мужского пола, в 1834 году — 354 человека обоего пола в 62 дворах.
В 1842 году им принадлежало 2139 десятин пашни, 260 лошадей, 270 коров, 340 овец, 203 козы. Было 6 мельниц. Пчеловоды владели 36 ульями и 2 бортями.
В 1870 году — деревня Рабакова 3-го стана Бирского уезда Уфимской губернии, 90 дворов и 629 жителей (303 мужчины и 326 женщин) марийцев. Жители занимались сельским хозяйством и портняжным промыслом, было 3 водяные мельницы.
В 1896 году в деревне Рабак Новокыргинской волости IV стана Бирского уезда — 135 дворов и 824 жителя (405 мужчин, 419 женщин), 2 мельницы, 2 бакалейные лавки, казённая винная лавка.
По данным переписи 1897 года в деревне проживало 874 жителя (424 мужчины и 450 женщин), из них 821 были язычниками.
В 1906 году — 866 человек, министерская одноклассная школа, 2 бакалейные лавки.
По данным подворной переписи, проведённой в уезде в 1912 году, деревня входила в состав Ново-Кыргинского сельского общества Ново-Кыргинской волости. В деревне имелось 179 хозяйств коренных собственников (из них 3 без надельной земли), где проживало 997 человек (505 мужчин, 492 женщины). Количество надельной земли составляло 2644 казённые десятины (из неё 99,92 сдано в аренду), в том числе 2353 десятины пашни и залежи, 105 десятин леса, 70 десятин сенокоса, 100 десятин усадебной земли и 16 — неудобной земли. Также 215,83 десятины земли было арендовано. Посевная площадь составляла 1228,64 десятины, из неё 48,1 % занимала рожь, 32,2 % — овёс, 6,7 % — греча, 4,75 % — полба, 4,05 % — горох, остальные культуры занимали 4,1 % посевной площади. Из скота имелось 443 лошади, 451 голова КРС, 1532 овцы и 28 коз. 19 хозяйств держали 289 ульев пчёл. 27 человек занимались промыслами.
В 1920 году по официальным данным в деревне той же волости 176 дворов и 878 жителей (384 мужчины, 494 женщины), по данным подворного подсчета — 950 марийцев, 16 татар и 6 русских в 188 хозяйствах.
В 1926 году деревня относилась к Янауловской волости Бирского кантона Башкирской АССР.
В 1927 году наиболее передовые крестьяне деревни организовали два товарищества обработки земли — «Ужара» и «У Ял», в 1930 году приступили к сплошной коллективизации.
В 1932–33 годах открылась изба-читальня, в 1939 году — сельский клуб.
В 1939 году в деревне Рабак, центре Рабаковского сельсовета Янаульского района — 857 жителей (374 мужчины, 483 женщины).
В 1944 году открылся фельдшерско-акушерский пункт, с 1947 года школа стала семилетней.
В этот период действовали пекарня, детский сад, молокозавод, мельница, радиоузел, сельпо; затем многое было перевезено в Сандугач.
В 1954 году Рабаковский сельсовет был включен в состав Максимовского, переименованного в 1958 году в Сандугачский.
В 1957 году местный колхоз «Ужара» вошёл в состав колхоза им. Мичурина.
В 1959 году в селе Рабак Сандугачского сельсовета — 878 жителей (362 мужчины, 516 женщин), без казармы 1245 км — 855 человек, в 1970-м — 780 человек (333 мужчины, 447 женщин). В 1979 году — 601 житель (254 мужчины, 347 женщин).
В 1985 году из колхоза имени Мичурина выделился колхоз «Авангард», включивший только село Рабак.
В 1989 году в селе 477 жителей (211 мужчин, 266 женщин).
В том же году село Рабак выделилось в отдельный Рабакский сельсовет; начал работать детский сад. К 1994 году построено новое здание сельского клуба.
Также с 1994 года действует школьный музей. В 1996 году началась газификация села, в 1998 году проложен асфальт.
В 2002 году — 453 человека (223 мужчины, 230 женщин), марийцы (95 %).
В 2008 году Рабакский сельсовет был вновь включен в состав Сандугачевского.
В том же году СПК «Авангард» переименован в СПК «Гаяна», к которому приписано 3450 га земли.
В 2010 году — 366 человек (175 мужчин, 191 женщина).
Имеются начальная школа (до недавнего времени — неполная средняя), детский сад, фельдшерско-акушерский пункт, сельский клуб.

## Население
| 2002 | 2009 | 2010 |
| ---- | ---- | ---- |
| 453  | →453 | ↘366 |